# AU Optronics

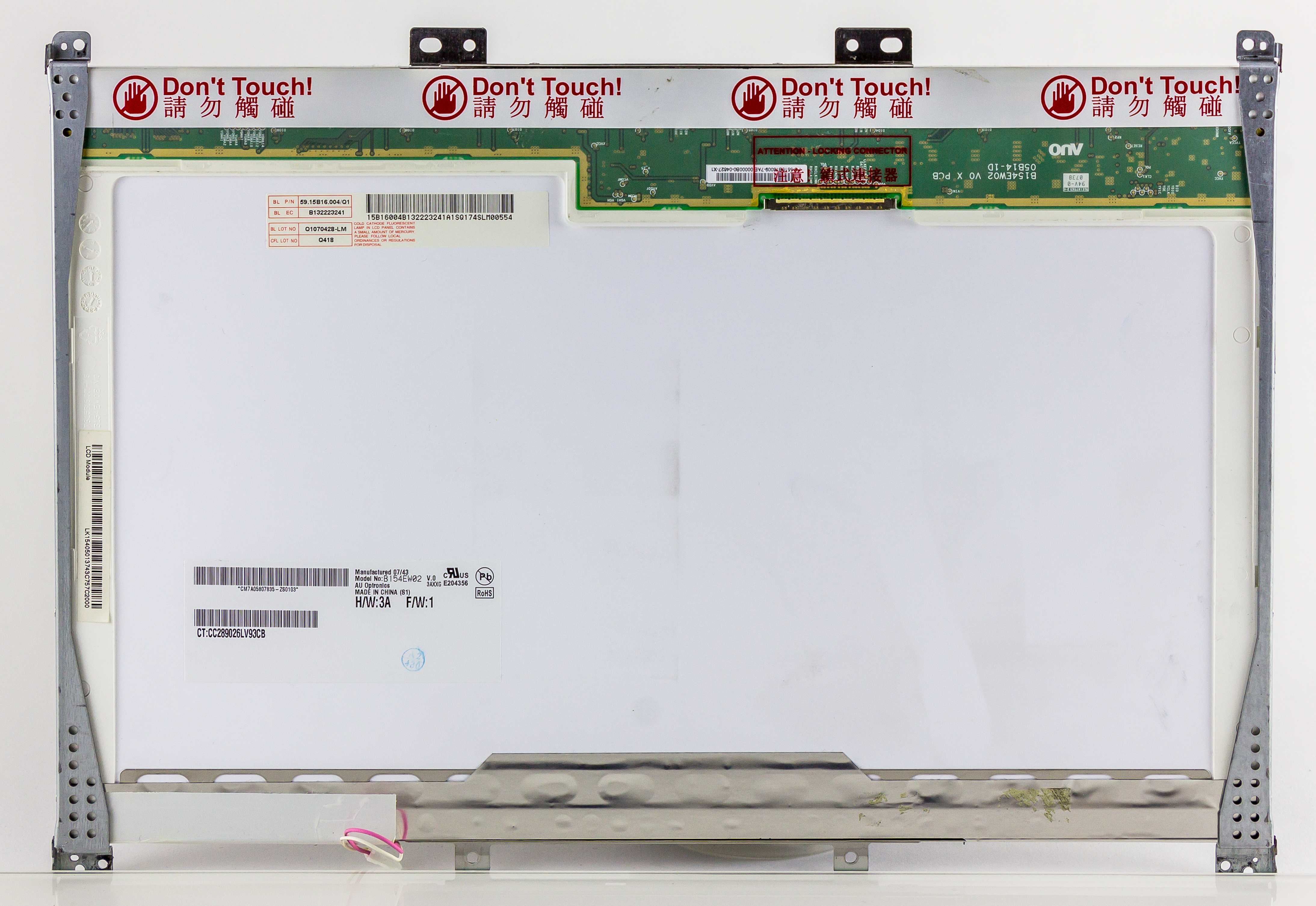
AU Optronics B154EW02

AU Optronics Corporation, (NYSE: AUO), är ett taiwanesiskt tillverkningsföretag inom elektronik och optronik och som tillverkar bland annat LCD–skärmar, tunnfilmstransistor och organisk ljus-emitterande dioder. De är en av de ledande tillverkarna av LCD–skärmar av större mått och har där en global marknadsandel på omkring 15,2%. AU äger mer än 11 600 världsliga patent och har ytterligare 18 900 patent under prövning. Företaget bildades i december 2001 när datortillverkaren Acer Inc.:s skärmdivision fusionerades med BenQ Corporation:s Unipac Optoelectronics Corporation.
Den 20 september 2012 meddelade den amerikanska justitiedepartementet Department of Justice att man hade bötfällt AU med en halv miljard dollar och två av företagets toppchefer fick fängelse och böter efter att det framkom att AU hade hållit på i minst fem år med kartellbildning rörande LCD–skärmar och satt priser efter överenskommelse mellan olika parter och inte låtit marknaden bestämma. AU:s bötesbelopp var den största som Department of Justice har utfärdat rörande kartellbildning, fram till det datumet.